# Robert Guédiguian
Robert Guédiguian (Marsella, França, 3 de desembre de 1953) és un director de cinema, productor i guionista francès.
L'any 1997, és recompensat amb el premi Louis-Delluc per al seu film Marius i Jeannette, seleccionat al festival de Canes 1997 a la secció Un Certain Regard.

## Biografia
Nascut a Marsella, Robert Guédiguian és d'origen armeni i fill d'un obrer electricista que treballava a bord dels vaixells al port de la ciutat. Va sovint al cinema durant la seva infantesa i la seva adolescència. Abandona a continuació la seva ciutat natal, de la qual fa no obstant això el decorat predilecte dels seus films.
És a través de Marsella i, particularment el barri de l'Estaque, on escodrinya la història dels que anomena, en referència a Victor Hugo, la « pobre gent »: obrers, assalariats, petits patrons, aturats, desclassat.

### Carrera
A gairebé tots els films de Robert Guédiguian es troben tres actors recurrents – junts o de dos en dos: la seva companya i «musa» Ariane Ascaride, Gérard Meylan i Jean-Pierre Darroussin. Manté igualment una relació contínua amb el guionista Jean-Louis Milesi, una tropa d'actors i un equip tècnic (el muntador Bernard Sasia, l'enginyer de so Laurent Lafran, el decorador Michel Vandestien, etc.).
A part de les ficcions situades a Marsella, ha realitzat una comanda sobre els últims dies de François Mitterrand (Le Promeneur du Champ-de-Mars, 2005) i retut homenatge a un país, Armènia, que no ha reivindicat mai com a seu, però que descobreix el Le Voyage en Arménie (2006) des d'un punt de vista personal.
Productor independent, Robert Guédiguian és soci d'una productora de nom col·lectiu (Agat Films & Cie / ExNihilo) que intervé de manera militant en la totalitat del camp de la creació audiovisual i de l'espectacle viu. Al seu cinema com a la seva activitat de productor planeja la idea utòpica que l'art conscient d'ell mateix pot canviar el món, com deia Pier Paolo Pasolini, autor de referència.

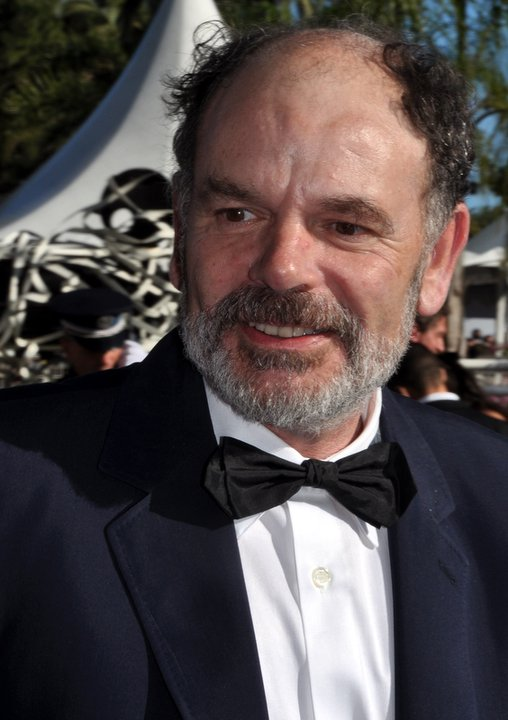
Jean-Pierre Darroussin, un dels actors fetitxes de Guédiguian des de Ki lo sa ? l'any 1985.

L'any 2018, és membre del jurat al Festival de Canes, presidit per Cate Blanchett, al costat de les actrius Léa Seydoux i Kristen Stewart, de la realitzadora Ava DuVernay, de la cantant Khadja Nin, de l'actor Chang Chen i dels realitzadors Denis Villeneuve i Andrei Zviàguintsev.

### Compromís polític
Robert Guédiguian s'uneix al Partit Comunista Francès amb 14 anys, l'any 1968 (ell mateix ha venut L'Humanité Dimanche al carrer amb Alexandre Adler). Somiant d'esdevenir un intel·lectual comunista, devora el Manifest Comunista i La Guerra civil a França. Està molt motivat, fins a l'abandó del programa comú i l'esclat de l'esquerra francesa, a la tardor de 1977. Torna el seu carnet dos anys més tard i realitza el seu primer film.
Robert Guédiguian dona suport, sense adherir-s'hi, el Partit d'esquerra (PG) des de la seva fundació el novembre de 2008 i la llista del Front d'esquerra a les eleccions regionals franceses de 2010
L'any 2011, dona suport a la candidatura de Jean-Luc Mélenchon a les eleccions presidencials de 2012.

L'any 2017, anuncia en una nota al Huffington Lloc que votarà Mélenchon escrivint: 
| « | És l'únic programa de ruptura amb la societat en la qual estem immersos; o també: « Els socialistes que encara ho són, els comunistes, els ecologistes, els insumisos i tots els que continen pensant que l'esquerra i la dreta són antagonistes es reunan aviat per mostrar el que jo crec: França és un país d'esquerres | » |

### Vida privada
Robert Guédiguian està casat amb l'actriu francesa Ariane Ascaride. Es coneixen a la facultat d'Aix de Provença als anys 1970 mentre que era militant de l'UNEF. L'any 1980, Guédiguian la fa actuar al seu primer llargmetratge, Dernier Été. Ascaride serà després al cartell de tots els seus films, excepte a Le Promeneur du Champ-de-Mars , l'any 2005.

### Distincions
- 2010: Oficial de l'orde nacional del Mèrit[8]
- 2016: Legió d'Honor.[9]

## Filmografia
- 1980: Dernier Été
- 1985: Rouge Midi
- 1985: Ki lo sa ?
- 1991: Dieu vomit les tièdes
- 1993: L'argent fait le bonheur
- 1995: À la vie, à la mort !
- 1997: Marius et Jeannette
- 1998: À la place du cœur
- 2000: À l'attaque !
- 2000: La ville est tranquille
- 2002: Marie-Jo et ses deux amours
- 2004: Mon père est ingénieur
- 2005: Le Promeneur du Champ-de-Mars
- 2006: Le Voyage en Arménie
- 2008: Lady Jane
- 2009: L'Armée du crime
- 2011: Les neus del Kilimanjaro
- 2014: Au fil d'Ariane
- 2015: Une histoire de fou
- 2017: La casa vora el mar
- 2021: Twist à Bamako
- 2023: Et la fête continue!
- 2024: La pie voleuse

## Premis i nominacions
- 1981: Premi Georges-Sadoul 1981 per a Últim estat
- 1997: Premi « Un certa mirada » al festival de Canes 1997 per a Marius et Jeannette
- 1997: Premi Louis-Delluc per a Marius et Jeannette
- 1998: César a la millor actriu per a Ariane Ascaride 1998 per a Marius et Jeannette
- 1998: Gran premi del jurat del festival de Sant Sebastià per a À la place du cœur
- 2001: Premi del cinema europeu: Premi Fipresci - tria dels crítics per a La ville est tranquille
- 2001: Gran premi del jurat del Festival internacional del film de Valladolid per a La ville est tranquille
- 2005: Cèsar al millor actor per a Michel Ram per al Promeneur del Camp-de-Mart
- 2006: Premi d'interpretació femenina per a Ariane Ascaride al festival internacional de cinema de Roma 2006 per al Viatge en Arménie
- 2009: Premi dels lycéens de la regió Illa-de-França per a L'Armée du crime
- 2009: Premi especial del jurat i premi del guió al festival internacional del film de Valladolid per a L'Armée du crime
- 2011: Premi LUX del Parlament europeu 2011 per a Les Neus del Kilimandjaro
- 2012: Swann d'Or del millor realitzador al Festival del film de Cabourg 2012 per a Les Neus del Kilimandjaro
- Premi Lumière 2012: Millor guió per a Les Neus del Kilimandjaro
- Per al conjunt de la seva carrera :
  - 2008: Premi Henri-Langlois
  - 2010: Mathias per al conjunt de la seva carrera i convidat d'honor del 13è Festival internacional dels guionistes a Bourges
  - 2010: Premi Sergio Amidei a Itàlia
  - 2014: Premi René-Clar, concedit per l'Acadèmia francesa per al conjunt del seu obra cinematogràfica

### Seleccions
- 5 seleccions oficials al festival de Canes (Une histoire de fou , Les Neus del Kilimandjaro, L'Armée du crime, Marie-Jo et ses deux amours, Marius et Jeannette)
- 2 Seleccions a la Quinzena dels realitzadors (Dernier Été i Vermell Migdia)
- 2 seleccions oficials al Festival Internacional de Cinema de Berlín (Lady Jane i Le Promeneur del Camp-de-Mart)
- 2 seleccions oficials a la Mostra de Venècia (La ville est tranquille i La Villa)
- 10 seleccions oficials al Festival Internacional de Cinema de Toronto